# Alchemilla dasycrater
Alchemilla dasycrater är en rosväxtart som beskrevs av Sergei Vasilievich Juzepczuk. Alchemilla dasycrater ingår i släktet daggkåpor, och familjen rosväxter. Inga underarter finns listade i Catalogue of Life.